# Kurama jezik
Kurama jezik (akurmi, akurumi, azumu, bagwama, bukurumi, tikurami; ISO 639-3: krh), nigersko-kongoanski jezik kojim govori 40 300 ljudi (2000) u nigerijskoj državi Kaduna.
Pripada skupini kainji, i jedan je od 13 kauru jezika. Narod koji govori ovim jezikom zove se Akurumi.

## Vanjske poveznice
- Ethnologue (14th)
- Ethnologue (15th)